# Potočna pastrva
Potočna pastrva (Salmo trutta Linnaeus, 1758.) vrsta ribe iz roda pastrva, koja se javlja, što nije priznato, u tri različite forme, tzv. dvije potočne (fario i laciustris)  i jedna morska (truta), od kojih ova posljednja živi u morima sjeverne i sjeverozapadne Europe i koja tijekom mrijesta migrira duboko u kontinentalne vode, gdje se mrijesti. Nakon mrijesta ostaju u potocima i postaju iste kao njihovi potočni srodnici.
Tijelo potočne pastrve je vretenasto prilagođeno brzim vodenim maticama u kojima živi. U ovisnosti od sredine u kojoj živi tijelo je više ili manje bočno spljošteno i visoko s dobro razvijenom repnom drškom. 
Boja tijela je promjenjiva, varira od zelenkaste do smeđe, što prvenstveno ovisi o sredini u kojoj živi. Na bočnim stranama te na leđima se nalaze pjege. S gornje strane i u gornjoj polovici bočne strane crne, a ispod bočne linije su crvene s bijelim obrubom. Mlade ribe imaju na bokovima 6 do 9 poprečnih traka. Postižu dužinu 20 – 40 cm i tjelesnu masu do 1 kg. Maksimalna dužina je nešto preko 50 cm i masa 5 – 7 kg.

## Stanište i ponašanje
Potočna pastrva obitava u hladnim, kisikom bogatim planinskim rijekama i potocima, od Pirinejskog poluotoka pa sve do Skandinavije na sjeveru i Urala na istoku. Široko je rasprostranjena u Hrvatskoj i BiH.

## Način hranjenja
Potočna pastrva je grabežljivica i hrani se svim manjim organizmima koji žive u vodi, od larvi  vodenih kukaca pa do manjih riba.

## Razmožavanje
Mrijesti se od rujna do veljače. Ženka polaže oko 1000 do 1200 jaja po kilogramu tjelesne mase. Ikra je crvenkaste boje, promjera 4 – 5 mm. U zavisnosti od temperature inkubacija jaja traje 2 do 4 mjeseca.

## Strani nazivi
Brown trout (engleski); Bachforelle (njemački); trota fario (talijanski); Pstrąg potokowy (poljski); truite fario (francuski); Кумжа (ruski).

## Vanjske poveznice
|  | Zajednički poslužitelj ima stranicu o temi Potočna pastrva    |
|  | Zajednički poslužitelj ima još gradiva o temi Potočna pastrva |
|  | Wikivrste imaju podatke o taksonu Potočna pastrva             |